# Písečné (Boemia meridionale)
Písečné è un comune della Repubblica Ceca facente parte del distretto di Jindřichův Hradec, in Boemia Meridionale.